# سيف الدين أرباب
سيف الدين أرباب هو المراقب العام لجماعة الإخوان المسلمين في السودان منذ 18 يونيو 2022 خلفًا لعوض الله حسن.

## مناصبه
- شغل منصب مستشار في حكومة ولاية القضارف (شرقي السودان) في عهد عمر البشير [6][7]
- شغل منصب رئيس مجلس شورى الإخوان المسلمين في السودان.[8][9]
- عقد مجلس شورى جماعة الإخوان المسلمين بالسودان إنتخابات لمنصب المراقب العام ووقع الاختيار على سيف الدين الأرباب مراقبا للجماعة وذلك في اجتماع المجلس الدوري الذي عقد يوم السبت 18 يونيو 2022م وقد ناقش عددًا من القضايا التنظيمية والسياسية، واختار المجلس مراقباً عاماً جديدا للجماعة ونائبا للمراقب ورئيسًا لمجلس الشورى ورئيسا للمكتب القيادي، فيما انتخب الأستاذ الجامعي عمر الحبر يوسف نائباً للمراقب وحسن عبد الحميد رئيساً للمكتب القيادي للجماعة في السودان بجانب انتخاب الدكتور مرتضى محمد علي التوم رئيساً لمجلس شورى الجماعة خلفاً لسيف الدين أرباب والمهندس الصادق أبو شورة نائبا لرئيس مجلس الشورى. وأكد المجلس استمرار الإخوان المسلمين في التيار الإسلامي العريض الذي أسس لاحقًا مع ابداء بعض التوجيهات.. وقد ناقش المجلس الوضع السياسي الراهن وأمن على مواقف الجماعة الداعية لصيانة استقلال القرار السوداني والتأكيد على استقرار البلاد والحوار السوداني دون إقصاء أو تبعية للخارج.[10][11][12][13]